# 施篤臣
施篤臣（1530年—1575年），字敦甫，號恆齋，又號青陽居士，齋號春堂，直隸池州府青陽縣人，明朝官員。 
　　

## 生平
嘉靖三十一年壬子科應天府乡试第七十五名举人，三十五年（1556年）登丙辰科会试二百二十九名，廷试二甲七十九名進士，通政司观政，授任工部主事。因治水有功，四十二年升員外郎、郎中。嘉靖四十五年（1566年）二月升任湖廣按察司副使，兼理荊州水利土堤事，當時遼王朱憲㸅荒淫無道，濫殺小民，篤臣頗不直。隆慶二年（1568年）張居正上疏彈劾憲㸅，朝廷派刑部侍郎洪朝選到荊州調查，憲㸅立一大白纛（白旗），上寫「訟冤之纛」，篤臣認為此為謀反，以官兵五百人將憲㸅拘捕。三年闰六月升遷江西右參政，五年四月升本省按察使，九月升本司右布政使，十月改山東左布政使。
萬曆元年（1573年）五月升為順天府府尹，掌控燕京，由於燕京權貴橫行，篤臣公正嚴明且用心施政，雖小事亦自治，權貴畏懼，但篤臣亦因而勞累過度而病卒。有《春堂文稿》、《江漢堤防考》等傳世。

## 家族
曾祖施戬。祖父施渶。父施宗周，贈工部主事。母徐氏，封太安人。兄施尧臣（副使）、敬臣（举人）、武臣（指挥佥事）、奇臣、弟问臣（生员）。